# Distribución de Breit-Wigner relativista

Gráfica de una sección eficaz que sigue la distribución de Breit-Wigner relativista.

La distribución relativista de Breit-Wigner es una distribución de probabilidad continua usual en la física de partículas. Fue usada por primera vez en 1936 por Gregory Breit y Eugene Wigner para describir una resonancia. La función de densidad de probabilidad es
{\displaystyle f(E)={\frac {k}{\left(E^{2}-M^{2}\right)^{2}+M^{2}\Gamma ^{2}}}~,}
donde k es una constante de proporcionalidad igual a 
{\displaystyle k={\frac {2{\sqrt {2}}M\Gamma \gamma }{\pi {\sqrt {M^{2}+\gamma }}}}~~~~}    con   {\displaystyle ~~~~\gamma ={\sqrt {M^{2}\left(M^{2}+\Gamma ^{2}\right)}}~.}
(Estas ecuaciones emplean unidades naturales en las que  ħ = c = 1). La versión no relativista de la distribución de Breit-Wigner es la distribución de Cauchy.

## Significado físico
El principal uso de la distribución de Breit-Wigner es modelar resonancias (partículas inestables) en física de altas energías. En este caso, E es la energía en el sistema de referencia del centro de masas que produce la resonancia, M es la masa de la resonancia, y Γ es la anchura de la resonancia (o anchura de desintegración), relacionada con su vida media según τ = 1/Γ. La probabilidad de producir una resonancia a una energía E es proporcional a f (E), de modo que un gráfico de la tasa de producción de la partícula inestable como función de la energía describe una distribución de Breit-Wigner relativista. Para valores de E que distan del máximo en M de modo que |E2−M2| = MΓ,  (y por tanto |E−M| = Γ/2 para M≫Γ),  la distribución f se atenúa hasta la mitad de su valor máximo, por lo que Γ es la anchura a media altura.
En el límite de anchura nula Γ→0, la partícula se vuelve estable y la distribución f tiende a 2M δ(E2−M2).
En general, Γ puede ser también una función de E; esta dependencia normalmente solo es importante si Γ no es pequeña en comparación con M y la dependencia en el espacio de fases de la anchura debe ser considerada (por ejemplo, en la desintegración de un mesón rho en un par de piones). El factor M 2 que multiplica a Γ2 se debe sustituir por E 2 (o E 4/M2, etc.) cuando la resonancia es ancha.
La forma de la distribución de Breit-Wigner relativista proviene del propagador de una partícula inestable, que tiene en el denominador la forma p2 − M2 + iMΓ. (donde p2 es el cuadrado del cuadrimomento que lleva la partícula en el diagrama de Feynman de nivel árbol correspondiente). El propagador en el sistema de referencia en reposo es proporcional a la amplitud de probabilidad para la desintegración utilizada para reconstruir la resonancia,
{\displaystyle {\frac {\sqrt {k}}{\left(E^{2}-M^{2}\right)+iM\Gamma }}~.}
La distribución de probabilidad resultante es proporcional al valor absoluto al cuadrado de la amplitud, y por lo tanto resulta en la distribución de Breit-Wigner relativista.
La forma de la distribución es similar a la solución de la ecuación de movimiento clásica para el movimiento de un oscilador armónico forzado. Tiene la forma de una curva de resonancia o de distribución de Cauchy, pero incluye la variable de Mandelstam relativista {\displaystyle s=p^{2}}, aquí {\displaystyle s=E^{2}}.
La distribución es la solución a una ecuación diferencial análoga a la de la potencia media de un oscilador clásico forzado,
{\displaystyle \left\{{\begin{array}{l}f'({\text{E}})\left(\left({\text{E}}^{2}-M^{2}\right)^{2}+\Gamma ^{2}M^{2}\right)-4{\text{E}}f({\text{E}})(M-{\text{E}})({\text{E}}+M)=0\\[10pt]f(M)={\frac {k}{\Gamma ^{2}M^{2}}}\end{array}}\right\}}.